# 가쓰라-태프트 밀약
가쓰라-태프트 밀약(한국 한자: -密約) 또는 가쓰라-태프트 협정(일본어: 桂・タフト協定), 태프트-가쓰라 협정(영어: Taft–Katsura agreement)은 미국의 필리핀에 대한 지배권과 일본 제국의 대한제국에 대한 지배권을 상호 승인하는 문제를 놓고 1905년 7월 29일 당시 미국 전쟁부 장관 윌리엄 하워드 태프트와 일본 제국 내각총리대신 가쓰라 다로가 도쿄에서 회담한 내용을 담고 있는 대화 기록이다. 이 기록의 내용은 미·일 양국이 모두 극비에 부쳤기 때문에 1924년까지 세상에 알려지지 않았다. 이 기록에는 서명된 조약이나 협정 같은 것은 없었고, 일본-미국 간 관계를 다룬 대화에 대한 각서(memorandum)만이 있었다.
각서에 따르면 일본 제국은 필리핀에 대한 미국의 식민지 통치를 인정하며, 미국은 일본 제국이 대한제국을 침략하고 한반도를 '보호령'으로 삼아 통치하는 것을 용인하고 있다. 일부 미국 역사가들은 두 사람이 나눴던 대화에서 새로운 정책이 만들어지거나 조약이 체결된 것은 아니므로 이는 미국이 일제의 대한제국 침략에 협력한 근거가 될 수 없다고 주장하고 있다. 이들은 태프트가 자신의 의견이 미국을 대표하는 것은 아니고, 자신만의 의견이라고 말했다는 것을 근거로 들고 있다.
그러나, 미국은 러시아와 일본제국 사이에 포츠머스 강화 조약이 열리기 전에 이미 대한제국의 자치능력을 부정하고 일제가 한반도 지역을 식민지배하는 것이 미국의 이익에 들어맞는다는 입장을 보이고 있었으며, 가쓰라-태프트 밀약은 이를 재확인한 것에 불과하다. 이 밀약은 대한제국에 대한 일제의 식민지배와 필리핀에 대한 미국의 식민지배를 상호 양해한 일종의 신사협정이었고, 이 합의로 대한제국에 대한 미국의 개입을 차단한 일제는 같은 해 11월 17일 대한제국에 을사조약을 강요했으며, 미국은 이를 사실상 묵인했다.

## 배경
만주를 둘러싸고 일제와 러시아 사이의 갈등이 계속되던 1904년 2월, 일제는 대한제국과 한일의정서를 맺는 동시에 아서항을 공격해 러일 전쟁이 발발하였다. 내부의 혁명 세력의 반발로 인해 전쟁에 힘쓸 여력이 없었던 제정 러시아의 군대는 패전을 거듭하였다. 일제는 1905년 5월 대한시설강령을 통해 한반도 내 주요시설을 강점했으며, 대한해협의 동쪽 수로인 쓰시마 해협을 지나 블라디보스토크로 향하던 러시아 제국의 발트 함대를 침몰시켜 승기를 잡았다.
러일 전쟁이 끝을 바라보던 즈음, 미국 대통령 시어도어 루스벨트는 1905년 7월 미국 육군 장관 태프트를 도쿄에 파견하여 일본 제국 수상 가쓰라 다로와 비밀회담을 했다. 그리고 7월 29일에 쓰인 가쓰라-태프트 밀약(각서)은 일본 총리 가쓰라와 미국 육군장관 태프트가 1905년 7월 27일 회동에서 나눴던 대화 중 기밀로 분류된 대화 내용을 담고 있는 것이었다.

## 내용
이 회동에서 다뤄진 문제들은 다음과 같다.
1. 동아시아 전반에 관한 논의: 가쓰라는 동아시아의 평화가 일본 외교의 근본적인 원칙이며, 이러한 동아시아의 평화는 일본, 미국, 영국 간의 협조가 있을 때에 가장 잘 이뤄질 수 있다고 말했다.
2. 필리핀에 관한 논의: 태프트는 미국과 같이 강력하고 일본에 우호적인 나라가 필리핀을 점령하는 것이 일본에 최선이라며 입장을 밝혔다. 이에 대해 가쓰라는 일본은 필리핀에 대한 어떠한 공격계획도 가지고 있지 않다고 밝혔다.
3. 대한제국에 관한 논의: 가쓰라는 러일전쟁의 직접적 원인을 제공한 것은 대한제국이었다며, 일본이 대한제국에 특별한 조처를 하지 않는다면 대한제국은 또다시 다른 세력과 조약이나 협정을 맺어 러일전쟁을 일으켰던 것과 같은 상태로 돌아가는 경솔한 모습을 보일 것이므로, 대한제국 문제에 대한 종합적인 해결책을 도출하는 것이야말로 러일 전쟁의 논리적인 귀결이라고 주장했다. 가쓰라는 대한제국이 일본과 다른 나라 사이에 전쟁하도록 만드는 상황을 반복하지 않게 하도록 일본은 대한제국에 대해 적절한 조처를 할 것이며, 이는 일본에 매우 중요한 문제라고 말했다. 태프트는 일본이 대한제국에 대한 보호권을 갖는 것이 동아시아의 안정에 이바지할 것이라고 동의했다.

태프트는 시어도어 루스벨트 대통령 역시 이에 동의할 것이라고 우회적으로 말했다.

### 각서의 요지
1. 필리핀은 미국과 같은 친일(親日)적인 나라가 통치하는 것이 일본에 유리하며, 일본은 필리핀에 대해 어떠한 침략적 의도도 갖고 있지 않다.
2. 극동의 전반적 평화의 유지에 있어서는 일본 · 미국 · 영국 삼국 정부의 상호 양해[내용주 2]를 달성하는 것이 최선의 길이며, 사실상 유일한 수단이다.
3. 미국은 일본이 한국에 대한 보호권을 확립하는 것이 러일전쟁의 논리적 귀결이고, 극동(極東)지역의 평화에 직접 공헌할 것으로 인정한다.

## 결과
이 비밀협정은 20세기 초 미국의 대-동아시아 정책의 기본 방향에서 나온 것이다. 미국은 러시아와 일본 사이에 포츠머스 강화회담이 열리기 전에 이미 대한제국의 자치능력을 부정하고 대한제국은 또다시 다른 세력과 조약이나 협정을 맺어 러일전쟁을 일으켰던 것과 같은 상태로 돌아가는 경솔한 모습을 보일 것이므로, 대한제국 문제에 대한 종합적인 해결책을 도출하는 것이야말로 러일 전쟁의 논리적인 귀결이라는 입장을 보였는데, 가쓰라-태프트 밀약은 이를 재확인한 것에 불과하다. 이로써 한반도 문제에 대한 미국의 개입을 배제한 일본은 같은 해 제2차 영일동맹(1905년 8월 12일)과 포츠머스 조약(1905년 9월 5일)을 체결함으로써 한반도 지역에 대한 지배권을 세계의 열강들로부터 인정받게 되었다.
이를 바탕으로 일본은 1905년 11월 17일에 을사조약을 통해 간단히 대한제국의 외교권을 빼앗을 수 있었으며, 미국은 이를 사실상 묵인했다.

## 같이 보기
- 러일 전쟁
- 포츠머스 조약
- 제2차 영·일동맹
- 해리 스미스 파크스
- 을사조약
- 대한제국
- 이승만
- 윤병구
- 헤이그 특사 사건
- 프레더릭 매켄지
- 고문 정치
- 더럼 스티븐스
- 장인환
- 전명운
- 헤이스머 사건(허시모 사건)
- 사이크스–피코 밀약(1916년) - 현대 중동분쟁의 뿌리로 여겨지는 비밀협약(secret treaty)